# Riigikogu
Il Riigikogu (da riigi-, dello Stato, e kogu, assemblea in lingua estone) è il parlamento unicamerale dell'Estonia.
Attraverso di esso passano tutte le importanti questioni riguardanti lo Stato, come l'approvazione delle leggi, la nomina degli alti ufficiali, tra cui il Primo ministro dell'Estonia e il Capo della Corte Suprema Estone, l'elezione del Presidente dell'Estonia, la ratifica dei trattati internazionali e l'approvazione del bilancio.

## Storia

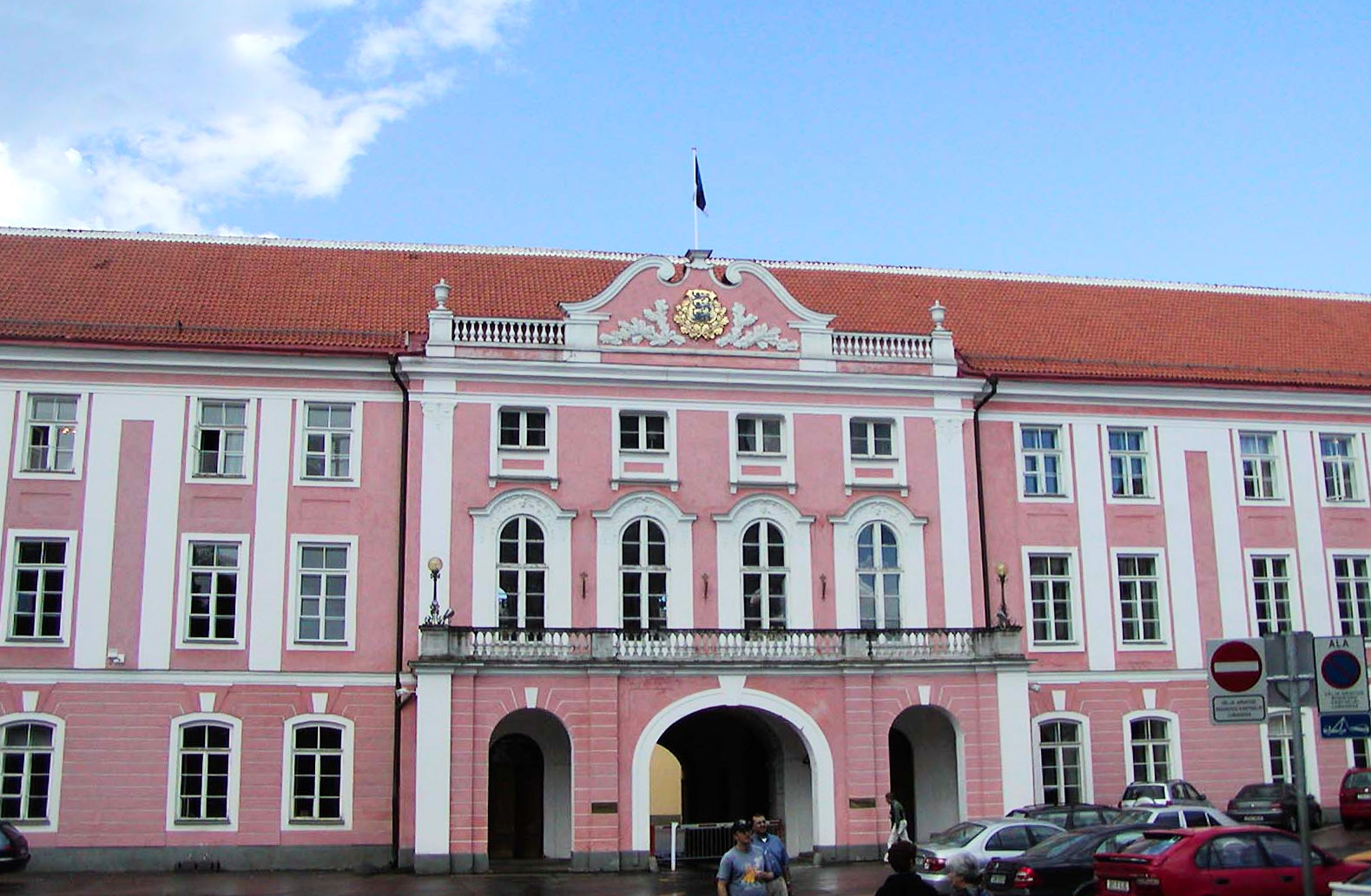
Il parlamento estone (Riigikogu) a Toompea, la città vecchia di Tallinn.

### Prime elezioni nel 1920
L'Estonia, indipendente dal 1918, indisse le prime elezioni per il Riigikogu nel 1920. Dal 1920 al 1938 ci furono cinque ulteriori elezioni, ma sulla base di diverse costituzioni. Nel 1920-1923 vi erano liste chiuse, mentre dal 1926 al 1934 c'erano liste aperte con la possibilità di scelta del candidato; la rappresentanza era sempre scelta con il sistema proporzionale. Le elezioni si tenevano su base regionale, con clausola di sbarramento al 2%.

### Sede del parlamento: Il Castello di Toompea
Dal 1922 le sedute del Riigikogu si tengono al Castello di Toompea, una delle cui alee fu costruita appositamente per ospitare il Parlamento. Durante il periodo di occupazione sovietica (1940-1941), tedesca (1941-1944) e ancora sovietica (1944-1991), il Riigikogu fu abbandonato.

### Ripristino dell’indipendenza dopo l’occupazione sovietica
Nel settembre 1992, l'anno seguente al quale l'Estonia aveva riconquistato l'indipendenza dopo il collasso dell'Unione Sovietica, le elezioni si tennero secondo la nuova Costituzione dell'Estonia adottata nell'estate dello stesso anno. Secondo la quarta Costituzione del 1992, il Riikigoku deve avere 101 membri. L'attuale composizione del Parlamento deriva dalle elezioni del 2011. La principale differenza tra l'attuale sistema e il sistema proporzionale puro è la clausola di sbarramento al 5% e l'uso della formula di D'Hondt modificata (il divisore è innalzato alla potenza 0,9).

## Ultime elezioni
Le ultime elezioni si sono tenute nel 2023.

## Ripartizioni dei seggi precedenti a quella attuale

### Composizione del 2019
La composizione del Parlamento nel 2019 è nata a seguito delle Elezioni del 2019

### Composizione del 2015
La composizione del Parlamento nel 2015 è nata a seguito delle Elezioni del 2015

### Composizione del 2011
La composizione del Parlamento nel 2011 è nata a seguito delle Elezioni del 2011

### Composizione del 2007
La composizione del Parlamento nel 2011 è nata a seguito delle Elezioni del 2007

### Composizione del 2003
La composizione del Parlamento nel 2003 è nata dalle Elezioni del 2003